# Comté de Haspinga
Entités précédentes :
- Pagus Hasbania

Entités suivantes :
- Principauté de Liège

Le comté de Haspinga est l'un des quatre vestiges du pagus Hasbania. À l'origine, le territoire du comté a une forme triangulaire dont les trois extrémités sont Montenaken, Hasselt et Herstappe.

## Description
Le comté de Haspinga appartient à Rodolphe II de Haspinga vers 950. Il possède également d'autres domaines, comme le comté de Hocht. Les descendants de Rodolphe dirigent les terres héréditaires comme un condominium. Arnulf ou Arnold règne sur la partie occidentale et Giselbert sur la partie orientale. Arnulf prend le patronyme d'Haspinga, Giselbert celui de son château de Looz. Cependant, Looz est un fief de Haspinga. Giselbert est probablement mort peu de temps après 1031. Arnulf lui succède et réunit alors les deux parties, de sorte qu'au plus tard à sa mort (± 1040) le « comté de Looz » est créé.
Arnolf/Arnold et Giselbert ont un autre frère, le futur prince-évêque Baldéric II de Liège. Il est possible que cela ait incité Arnulf à donner Haspinga (et donc aussi Looz) en fief à la cathédrale Saint-Lambert de Liège (24 janvier 1040). Ce procédé est souvent utilisé par les seigneurs locaux pour assurer la protection militaire d'un autre seigneur féodal, en l'occurrence le prince-évêque Nithard de Liège.
Le petit comté de Duras (en) nait à la frontière ouest de Haspinga/Looz, près de Saint-Trond. Il est pris en sandwich entre le comté de Looz et le duché de Brabant. Il est revendiqué par les deux régions. En 1203, il est finalement annexé par le comté de Looz.